# Coupe de Turquie de football 2018-2019
Navigation
Édition précédente Édition suivante
La Coupe de Turquie de football 2018-2019, est la 57e édition de la Coupe de Turquie. 
Elle est organisée par la Fédération de Turquie de football (TFF). La compétition met aux prises 166 clubs amateurs et professionnels à travers la Turquie. Akhisar Belediyespor est le tenant du titre.
Le Galatasaray remporte son 18e titre en battant en finale l'Akhisar Belediyespor.

## Calendrier
| Tour             | Date                    | Équipes participantes | Équipes entrantes |
| ---------------- | ----------------------- | --------------------- | ----------------- |
| 1er tour         | 28-29 août 2018         | 42                    | 42                |
| 2e tour          | 11-12-13 septembre 2018 | 74                    | 53                |
| 3e tour          | 26 septembre 2018       | 96                    | 59                |
| 4e tour          | 31 octobre 2018         | 56                    | 8                 |
| 5e tour          | 5-19 décembre 2018      | 32                    | 4                 |
| 8es de finale    | 16-23 janvier 2019      | 16                    | -                 |
| Quarts de finale | 6-27 février 2019       | 8                     | -                 |
| Demi-finale      | 3-24 avril 2019         | 4                     | -                 |
| Finale           | 15 mai 2019             | 2                     | -                 |

## Résultats

### Premier tour
Le tirage au sort a eu lieu le 10 août 2018. La programmation des matchs a été annoncée le 16 août 2018.
| Équipe 1                      | Résultat        | Équipe 2                       |
| ----------------------------- | --------------- | ------------------------------ |
| Karaman Belediyespor          | 1 - 0           | Yozgatspor 1959 FK             |
| Karadeniz Ereğli Belediyespor | 3 - 2           | 1074 Çankırıspor               |
| Gaziosmanpaşa SK              | 1 - 0           | Edirnespor                     |
| Çengelköy                     | 2 - 0           | Çerkezköy 1911 Spor            |
| Altınova Belediyespor         | 3 - 4ap         | Çayırovaspor                   |
| Bozüyük Vitraspor             | 3 - 2           | Belediye Derincespor           |
| Maltepespor                   | 1 - 0           | Beylerbeyi SK                  |
| Yeniçağaspor                  | 0 - 2           | Bartınspor                     |
| Yeni Amasyaspor               | 3 - 1           | Kırıkkale Büyük Anadoluspor    |
| Sinopspor                     | 0 - 0 4 - 2 tab | Ünye 1957 Spor                 |
| Iğdır Esspor                  | 1 - 0           | Ağrı 1970                      |
| Serhat Ardahanspor            | 0 - 3           | Sarıkamış Gençlerbirliği Spor  |
| Yüksekova Belediyespor        | 2 - 0           | Muş Menderesspor               |
| Bitlis Özgüzelderespor        | 2 - 1           | Mardin Büyükşehir Belediyespor |
| 1955 Batmanspor               | 1 - 1 3 - 4 tab | Siirt İl Özel İdaresi Spor     |
| Kilis Belediyespor            | 3 - 2ap         | Diyarbakır Yolspor             |
| Dersim 62 Spor                | 4 - 1           | Karlıova Yıldırımspor          |
| 68 Aksaray Belediyespor       | 2 - 1           | Mut İdmanyurdu Belediyespor    |
| Isparta Davrazspor            | 0 - 1           | Kale Belediyespor              |
| Kütahyaspor                   | 3 - 2ap         | Ödemişspor                     |
| Bucak Belediye Oğuzhanspor    | 2 - 1           | Bigaspor                       |

## Deuxième tour
Le tirage au sort a eu lieu le 6 septembre 2018. La programmation des matchs a été annoncée le 7 septembre 2018.
| Équipe 1                       | Résultat        | Équipe 2                              |
| ------------------------------ | --------------- | ------------------------------------- |
| Ofspor                         | 1 - 1 2 - 4 tab | 1461 Trabzon                          |
| Pazarspor                      | 2 - 0           | Bayburt İl Özel İdare Gençlik Ve Spor |
| Karbel Karaköprü Belediye Spor | 2 - 3ap         | Dersim 62 Spor                        |
| Iğdır Esspor                   | 0 - 1           | Bitlis Özgüzelderespor                |
| Payasspor                      | 0 - 0 4 - 1 tab | Kozan Belediyespor                    |
| Ankara Adliye Spor             | 0 - 0 3 - 4 tab | Bozüyük Vitraspor                     |
| Bucak Belediye Oğuzhanspor     | 3 - 1           | Kızılcabölükspor                      |
| Artvin Hopaspor                | 0 - 0 3 - 4 tab | Anagold 24Erzincanspor                |
| Batman Petrol Spor A.Ş.        | 1 - 0           | Yüksekova Belediyespor                |
| Siirt İl Özel İdaresi Spor     | 3 - 0           | Cizre Spor                            |
| Van Büyükşehir Belediyespor    | 2 - 0 ap        | Sarıkamış Gençler Birliği Spor        |
| Hekimoğlu Trabzon              | 0 - 2           | Yomraspor                             |
| Diyarbekir Spor A.Ş.           | 2 - 0           | Elaziz Belediyespor                   |
| Kırşehir Belediye Spor         | 3 - 2           | Nevşehir Belediye Spor                |
| Kemerspor 2003                 | 2 - 2 5 - 4 tab | Muğlaspor                             |
| Altındağ Belediye Spor         | 1 - 0           | Kütahyaspor                           |
| Kilis Bld.Spor                 | 2 - 1 ap        | Osmaniyespor Futbol Kulübü            |
| Erzin Belediyespor             | 3 - 0           | Adıyaman 1954                         |
| Karaman Belediyespor           | 2 - 1           | 68 Aksaray Belediyespor               |
| Erbaaspor                      | 1 - 1 3 - 2 tab | Fatsa Belediyespor                    |
| Serik Belediyespor             | 4 - 1           | Kale Belediyespor                     |
| Kdz.Ereğli Belediye Spor       | 2 - 1           | Gebzespor                             |
| Sinopspor                      | 2 - 2 4 - 5 tab | Yeni Orduspor                         |
| Körfez Spor Kulübü             | 2 - 1           | Düzcespor                             |
| Bergama Belediyespor           | 2 - 1           | Bucaspor                              |
| Halide Edip Adıvarspor         | 0 - 1           | Çengelköy Futbol Yatırımları A.Ş.     |
| Maltepespor                    | 1 - 1 4 - 2 tab | Sultanbeyli Belediyespor              |
| Büyükçekmece Tepecik Spor A.Ş. | 1 - 3           | Gaziosmanpaşa                         |
| Şile Yıldızspor                | 3 - 2           | Karacabey Belediye Spor A.Ş.          |
| Esenler Erokspor               | 2 - 1           | Ergene Velimeşe Spor                  |
| Silivrispor                    | 1 - 0           | Alibeyköyspor                         |
| Tire 1922 Spor                 | 2 - 1 ap        | Turgutluspor                          |
| Kocaelispor                    | 2 - 0 ap        | Gölcükspor                            |
| Yeni Amasya Spor               | 1 - 0           | Çorum Belediyespor                    |
| Bartınspor                     | 2 - 1           | Çayırova Spor                         |
| Nazilli Belediyespor           | 2 - 0           | Karşıyaka                             |
| Bağcılar Spor Kulübü           | 2 - 1           | Çatalcaspor                           |

### Troisième tour
Le tirage au sort a eu lieu le 14 septembre 2018. La programmation des matchs a été annoncée le 17 septembre 2018.
| Équipe 1                        | Résultat        | Équipe 2                     |
| ------------------------------- | --------------- | ---------------------------- |
| Anagold 24 Erzincanspor         | 2 - 1           | Gazişehir Gaziantep          |
| 1461 Trabzon                    | 2 - 2 5 - 4 tab | Tuzlaspor                    |
| Erzin Belediyespor              | 1 - 4           | Dersim 62 Spor               |
| Iğdır Esspor                    | 0 - 1           | Ümraniyespor                 |
| Altındağ Belediyespor           | 3 - 0           | Manisaspor                   |
| Diyarbekirspor                  | 1 - 0           | Samsunspor                   |
| Bozüyük Vitraspor               | 3 - 1           | Denizlispor                  |
| Nazilli Belediyespor            | 5 - 0           | Tokatspor                    |
| Kırklarelispor                  | 4 - 1           | Utaş Uşakspor                |
| Maltepespor                     | 1 - 2           | Menemen Belediyespor         |
| Pendikspor                      | 2 - 1           | Altınordu                    |
| Manisa Büyükşehir Belediyespor  | 1 - 2           | Keçiörengücü                 |
| Tire 1922                       | 2 - 0           | Sivas Belediyespor           |
| Büyükşehir Belediye Erzurumspor | 1 - 0           | Ankara Demirspor             |
| Adana Demirspor                 | 2 - 1           | Yeni Orduspor                |
| Yeni Amasyaspor                 | 2 - 5           | Atiker Konyaspor             |
| Van Büyükşehir Belediyespor     | 4 - 2 ap        | Hacettepespor                |
| Gaziantepspor                   | 0 - 1 ap        | Dersim 62 Spor               |
| Gümüşhanespor                   | 1 - 0           | Silivrispor                  |
| Kilis Belediyespor              | 1 - 4           | Osmanlıspor                  |
| Erbaaspor                       | 1 - 0           | Eskişehirspor                |
| Hatayspor                       | 2 - 1           | Esenler Erokspor             |
| Karaman Belediyespor            | 1 - 3           | Etimesgut Belediyespor       |
| Bartınspor                      | 1 - 2           | Sarıyer SK                   |
| Zonguldak Kömürspor             | 4 - 1           | Bayrampaşa SK                |
| Kardemir Karabükspor            | 3 - 0           | Körfez Spor Kulübü           |
| Kırşehir Belediyespor           | 2 - 3           | Altay                        |
| Konya Anadolu Selçukspor        | 1 - 3           | Fatih Karagümrük SK          |
| İstanbulspor                    | 3 - 1           | Bağcılar                     |
| Şile Yıldızspor                 | 3 - 2 ap        | Adanaspor                    |
| Bucak Belediye Oğuzhanspor      | 2 - 2 4 - 5 tab | Bugsaşspor                   |
| Bandırmaspor                    | 3 - 0           | Gaziosmanpaşa SK             |
| Tetiş Yapı Elazığspor           | 0 - 4           | Batman Petrolspor            |
| Darıca Gençlerbirliği           | 2 - 1           | İnegölspor                   |
| Çengelköy Futbol Yatırımları    | 2 - 1           | Sakaryaspor                  |
| Afjet Afyonspor                 | 2 - 1           | Siirt İl Özel İdaresi Spor   |
| Fethiyespor                     | 2 - 0           | Sancaktepe Belediyespor      |
| MKE Ankaragücü                  | 2 - 1           | Serik Belediyespor           |
| Şanlıurfaspor                   | 0 - 1           | Yomraspor                    |
| Kahramanmaraşspor               | 2 - 0           | Kemerspor 2003               |
| Boluspor                        | 4 - 1           | Payasspor                    |
| Çaykur Rizespor                 | 2 - 1           | Tarsus İdman Yurdu           |
| Karadeniz Ereğli Belediyespor   | 2 - 3 ap        | Antalyaspor                  |
| Niğde Anadolu Futbol Kulübü     | 0 - 4           | Bodrum Belediyesi Bodrumspor |
| Kastamonuspor 1966              | 2 - 0           | Bitlis Özgüzelderespor       |
| Eyüpspor                        | 0 - 4           | Pazarspor                    |
| Balıkesirspor Baltok            | 5 - 0           | Amed Sportif Faaliyetler     |
| Giresunspor                     | 3 - 2 ap        | Kocaelispor                  |

### Quatrième tour
Le tirage au sort a eu lieu le 16 octobre 2018. La programmation des matchs a été annoncée le 19 octobre 2018.
| Équipe 1               | Résultat        | Équipe 2             |
| ---------------------- | --------------- | -------------------- |
| Sivas Belediye Spor    | 3 - 2 ap        | Denizlispor          |
| Batman Petrol          | 2 - 3           | Kasımpaşa            |
| Kastamonu 1966         | 2 - 3 ap        | Altay SK             |
| Fatih Karagümrük       | 4 - 3           | Afyonspor            |
| BB Erzurumspor         | 2 - 2 4 - 5 tab | Keciörengücü         |
| Antalyaspor            | 1 - 1 3 - 0 tab | Yomra Spor           |
| Bursaspor              | 1 - 2 ap        | 1461 Trabzon         |
| Baskent Safak Spor FK  | 0 - 2           | Trabzonspor          |
| Hatayspor              | 3 - 1           | Fethiyespor          |
| Altındağ Belediyespor  | 1 - 3           | Alanyaspor           |
| BB Bodrumspor          | 2 - 1           | Sivasspor            |
| Darıca Gençlerbirliği  | 6 - 1           | Kardemir Karabükspor |
| Ümraniyespor           | 5 - 1           | 24 Erzincanspor      |
| Nazilli Belediyespor   | 3 - 2           | Osmanlispor          |
| Bandirmaspor           | 0 - 0 2 - 4 tab | Vanspor FK           |
| Şile Yıldızspor        | 2 - 5           | Boluspor             |
| MKE Ankaragücü         | 1 - 0           | Erbaaspor            |
| Kayserispor            | 6 - 1           | Pazarspor            |
| Yeni Malatyaspor       | 1 - 0           | Kirklarelispor       |
| Kahramanmaraşspor      | 3 - 0           | Konyaspor            |
| Gümüşhanespor          | 2 - 2 3 - 5 tab | Giresunspor          |
| Sariyer SK             | 1 - 2           | Çaykur Rizespor      |
| Etimesgut Belediyespor | 2 - 1           | Istanbulspor         |
| Adana Demirspor        | 3 - 1 ap        | Dersim 62 Spor       |
| Menemen Belediyespor   | 2 - 0           | Zonguldak Kömürspor  |
| Balikesirspor          | 3 - 1           | Pendikspor           |
| Göztepe SK             | 4 - 0           | Cengelköy Spor       |
| Gençlerbirliği         | 1 - 0           | Diyarbekirspor       |

### Cinquième tour
Le tirage au sort a eu lieu le 23 novembre 2018. La programmation des matchs aller a été annoncée le 28 novembre 2018.  La programmation des matchs retour a été annoncée le 10 décembre 2018.
| Équipe               | Aller | Total | Retour | Équipe                 |
| -------------------- | ----- | ----- | ------ | ---------------------- |
| Antalyaspor          | 2 - 2 | 3 - 2 | 1 - 0  | Darıca Gençlerbirliği  |
| Sivas Belediyespor   | 2 - 2 | 2 - 7 | 0 - 5  | Trabzonspor            |
| Çaykur Rizespor      | 0 - 2 | 1 - 3 | 1 - 1  | Balıkesirspor          |
| Nazilli Belediyespor | 0 - 3 | 1 - 5 | 1 - 2  | Göztepe                |
| Gençlerbirliği       | 2 - 1 | 2 - 3 | 0 - 2  | Hatayspor              |
| Adana Demirspor      | 1 - 1 | 1 - 3 | 0 - 2  | İstanbul Başakşehir    |
| Boluspor             | 5 - 1 | 7 - 3 | 2 - 2  | Vanspor FK             |
| Altay SK             | 1 - 2 | 2 - 6 | 1 - 4  | Kayserispor            |
| Ümraniyespor         | 4 - 1 | 5 - 4 | 1 - 3  | 1461 Trabzon           |
| Menemen Belediyespor | 1 - 2 | 2 - 6 | 1 - 4  | Kasımpaşa              |
| Fenerbahçe SK        | 1 - 0 | 6 - 2 | 5 - 2  | Giresunspor            |
| Fatih Karagümrük     | 1 - 4 | 1 - 6 | 0 - 2  | Akhisar Belediyespor   |
| Alanyaspor           | 7 - 2 | 8 - 4 | 1 - 2  | Kahramanmaraşspor      |
| Bodrumspor           | 4 - 2 | 6 - 5 | 2 - 3  | MKE Ankaragücü         |
| Yeni Malatyaspor     | 2 - 0 | 4 - 0 | 2 - 0  | Etimesgut Belediyespor |
| Keçiörengücü         | 1 - 2 | 2 - 3 | 1 - 1  | Galatasaray SK         |

### Huitièmes de finale
Le tirage au sort a eu lieu le 21 décembre 2018. La programmation des matchs a été annoncée le 10 janvier 2019.
| Équipe              | Aller | Total | Retour   | Équipe               |
| ------------------- | ----- | ----- | -------- | -------------------- |
| Yeni Malatyaspor    | 3 - 2 | 5 - 3 | 2 - 1    | Bodrumspor           |
| Ümraniyespor        | 1 - 0 | 2 - 0 | 1 - 0    | Fenerbahçe SK        |
| Kayserispor         | 1 - 2 | 1 - 2 | 0 - 0    | Akhisar Belediyespor |
| Boluspor            | 0 - 1 | 1 - 5 | 1 - 4    | Galatasaray SK       |
| İstanbul Başakşehir | 1 - 0 | 2 - 4 | 1 - 4    | Hatayspor            |
| Alanyaspor          | 0 - 0 | 0 - 1 | 0 - 1 ap | Kasımpaşa            |
| Trabzonspor         | 2 - 1 | 5 - 2 | 3 - 1    | Balıkesirspor        |
| Antalyaspor         | 3 - 3 | 3 - 6 | 0 - 3    | Göztepe SK           |

### Quarts de finale
Le tirage au sort a eu lieu le 30 janvier 2019. La programmation des matchs aller a été annoncée le 31 janvier 2019. La programmation des matchs retour a été annoncée le 20 février 2019.
| Équipe               | Aller | Total           | Retour  | Équipe       |
| -------------------- | ----- | --------------- | ------- | ------------ |
| Trabzonspor          | 0 - 0 | 1 - 3           | 1 - 3   | Ümraniyespor |
| Akhisar Belediyespor | 3 - 1 | 5 - 2           | 2 - 1   | Kasımpaşa    |
| Galatasaray SK       | 2 - 0 | 4 - 4           | 2 - 4   | Kasımpaşa    |
| Yeni Malatyaspor     | 1 - 0 | 1 - 1 5 - 3 tab | 0 - 1ap | Göztepe SK   |

### Demi-finales
La programmation des matchs a été annoncée le 28 mars 2019. 
| Équipe         | Aller | Total | Retour | Équipe               |
| -------------- | ----- | ----- | ------ | -------------------- |
| Ümraniyespor   | 0 - 1 | 0 - 2 | 0 - 1  | Akhisar Belediyespor |
| Galatasaray SK | 0 - 0 | 5 - 2 | 5 - 2  | Yeni Malatyaspor     |

### Finale
| 15 mai 2019 | Akhisar Belediyespor | 1 - 3   | Galatasaray SK                                               | Yeni 4 Eylül Stadyumu, Sivas |                             |
| 20h45       | Elvis Manu 57e       | (0 - 0) | 80e (pen.) Sinan Gümüş 88e Sofiane Feghouli 90e Mbaye Diagne | Arbitrage : Suat Arslanboğa  | Arbitrage : Suat Arslanboğa |
| 20h45       | Rapport              |         |                                                              | Arbitrage : Suat Arslanboğa  | Arbitrage : Suat Arslanboğa |

## Meilleurs buteurs
| # | Buteur            | Club                              | Buts |
| - | ----------------- | --------------------------------- | ---- |
| 1 | Lucas Villafañez  | Alanyaspor                        | 5    |
| 1 | Batuhan Altıntaş  | Boluspor                          | 5    |
| 1 | Sokol Cikalleshi  | Göztepe SK / Akhisar Belediyespor | 5    |
| 4 | Ali Yildirim      | Kilis Belediyespor                | 4    |
| 4 | Alessio Cerci     | MKE Ankaragücü                    | 4    |
| 4 | Steve Beleck      | Balıkesirspor                     | 4    |
| 4 | Yunus Akgün       | Galatasaray SK                    | 4    |
| 4 | Danijel Aleksic   | Yeni Malatyaspor                  | 4    |
| 4 | Abdulkadir Parmak | Trabzonspor                       | 4    |
| 4 | Leandrinho        | Ümraniyespor                      | 4    |